# Amtsgericht Wegscheid
Das Amtsgericht Wegscheid war von 1879 bis 1973 ein Gericht der ordentlichen Gerichtsbarkeit in Wegscheid in Bayern. Das Amtsgericht in Wegscheid bestand noch bis 1975 als Zweigstelle des Amtsgerichts Passau.

## Geschichte
Nach der Gründung des Königreichs Bayern im Jahre 1806 wurde im Verlauf der Verwaltungsneugliederung Bayerns das Landgericht Wegscheid errichtet und dem Unterdonaukreis mit der Hauptstadt Passau zugeschlagen. Das Bezirksamt Wegscheid wurde als Verwaltungsbehörde im Jahr 1862 aus dem Landgericht älterer Ordnung Wegscheid gebildet. Acht Gemeinden wechselten zum Bezirksamt Wolfstein. Das Landgericht Wegscheid blieb Gerichtsbehörde. Mit Inkrafttreten des Gerichtsverfassungsgesetzes am 1. Oktober 1879 wurde aus dem Landgericht Wegscheid ein Amtsgericht gebildet. Das Amtsgericht Wegscheid bestand bis nach der Kreisgebietsreform 1973 noch vom 1. Juli 1973 bis 30. September 1975 als Zweigstelle des Amtsgerichts Passau.